# Václav Štverka
Václav Štverka (* 28. září 1948) je bývalý český fotbalový útočník. V lize nastoupil i jeho syn Martin Štverka. Po skončení aktivní kariéry působil jako fotbalový trenér.

## Fotbalová kariéra
V československé lize hrál za Baník Ostrava. Gól v lize nedal.

## Ligová bilance
| Ročník                                   | Zápasy | Góly | Minuty | Klub          |
| ---------------------------------------- | ------ | ---- | ------ | ------------- |
| 1. československá fotbalová liga 1968/69 | 3      | 0    | 270    | Baník Ostrava |
| 1. československá fotbalová liga 1971/72 | 1      | 0    | 74     | Baník Ostrava |
| 1. československá fotbalová liga 1972/73 | 1      | 0    | 90     | Baník Ostrava |
| CELKEM                                   | 5      | 0    | 434    |               |